# Забавная мордашка
«Забавная мордашка» (англ. Funny Face; США, 1957) — музыкальная комедия режиссёра Стэнли Донена, автора культового фильма «7 невест для 7 братьев», с Одри Хепбёрн и Фредом Астером в главных ролях.

## Сюжет
Редактор женского журнала Quality Мэгги Прескотт и её ведущий фотограф Дик Эйвери заняты поисками нового лица для обложки женского журнала, способного перевернуть мир моды. Они хотят показать женщину не просто красивой куклой, а интеллектуалкой, для чего компания отправляется на фотосессию в маленький книжный магазинчик. Столкнувшись там с продавщицей Джо, Дик понимает, что её забавная мордашка — будущий эталон красоты. Джо считает ворвавшихся к ней людей безумцами, но соглашается на предложение поехать с ними на съёмки в Париж. Ведь там читает лекции её кумир, профессор Флостер, проповедующий новый стиль общения. Разношерстная компания отправляется в Париж. 

## В ролях
- Одри Хепбёрн — Джо Стоктон
- Фред Астер — Дик Эйвери
- Кей Томпсон — Мэгги Прескотт
- Мишель Оклер — профессор Флостер
- Роберт Флеминг — Поль Дюваль
- Сью Инглэнд — Лора
- Рута Ли — Летти
- Вирджиния Гибсон — Бабс
- Довима — Марион
- Сьюзи Паркер — танцовщица (в муз. номере Think Pink!)

## Награды и номинации

### Награды
- 1957 — Премия Национального совета кинокритиков США
  - Специальное упоминание за фотографические инновации

### Номинации
- 1958 — Премия «Оскар»
  - Лучший оператор — Рэй Джун
  - Лучшие художники-декораторы — Хэл Перейра, Джордж Дэвис, Сэм Комер, Рэй Мойер
  - Лучший сценарий — Леонард Герш
  - Лучший дизайн костюмов — Эдит Хэд, Юбер де Живанши
- 1957 — Каннский кинофестиваль
  - «Золотая пальмовая ветвь» — Стэнли Донен
- 1958 — Премия Гильдии сценаристов США
  - Лучший сценарий американского мюзикла — Леонард Герш

## Релиз
С 1976 года фильм выпущен видеокомпанией Paramount Home Video на видеокассетах форматов Betamax и VHS, с 1982 года перевыпущен видеокомпанией Papamount Video на VHS и Betacam. В начале 1990-х фильм выпущен на VHS и LaserDisc той же компанией. С 1997 года фильм выпущен на DVD видеокомпанией Paramount Pictures Home Entertainment. В России с начала 2000-х годов фильм выпущен на DVD с разными мноноголосыми закадровыми переводами разными дистрибьютерами, например — «DVD Магия».